# Isel
Die Isel ist ein Fluss im österreichischen Osttirol und ein linker Nebenfluss der Drau. Sie entspringt in 2400 Meter Höhe dem Umbalkees und durchfließt ostwärts als Kleine Isel das Umbaltal und anschließend bis Matrei dessen Virgental genannte Fortsetzung. Dort nimmt sie den etwa gleich mächtigen Tauernbach als linken Nebenfluss auf und fließt als Große Isel in ihrem jetzt Iseltal genannten Tal in südöstlicher Richtung bis zur in 670 Metern Höhe gelegenen Mündung in die hier deutlich kleinere Drau bei Lienz. Die Isel hat eine Gesamtlänge von 57,26 Kilometern und ein Gefälle von 1730 Metern. Sie entwässert ein Einzugsgebiet von 1.200,86 km² und nimmt mehr als 80 Nebenflüsse auf, darunter Tauernbach, Schwarzach und Kalserbach.

## Geografie

### Geologie
Die Isel durchfließt auf ihrer gesamten Länge durchwegs einheitliche Formationen aus kristallinen Schiefern. Nur im unteren Teil des Virgentales von Virgen bis Matrei fließt sie durch sehr heterogene Schichten aus metamorphen Kalk- und Dolomitgesteinen. Südlich von Matrei bestimmen hingegen Schotter und Sande den Aufbau des Talbodens. Zwischen Huben und Lienz fließt die Isel durch ein ebenes, relativ breites Trogtal, bis sie vor Lienz vom Oberlienzer Schwemmkegel an die rechte Talseite gedrängt wird und teilweise Felsufer aufweist.

### Verlauf

Höhenprofil und Einzugsgebiet der Isel

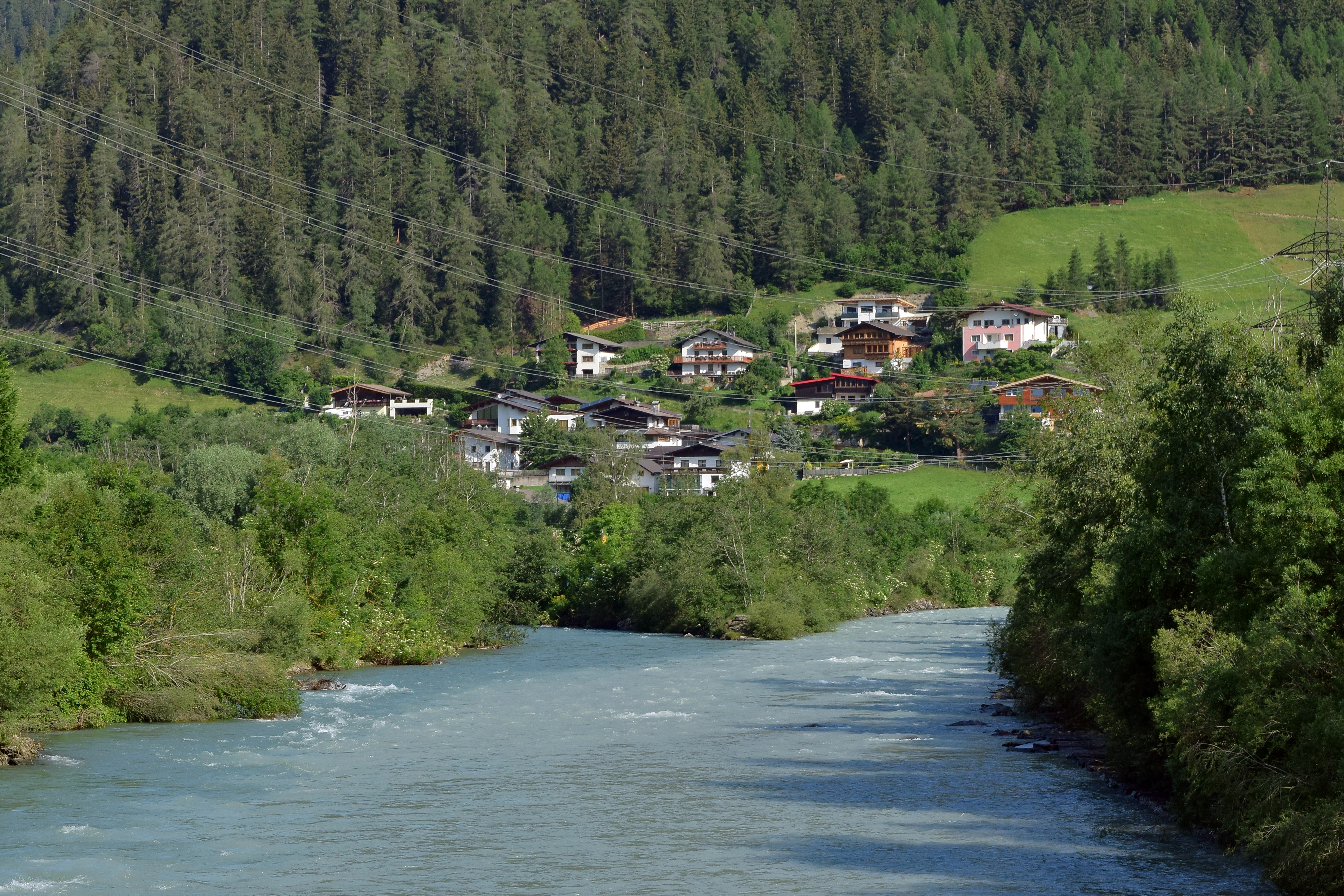
Mündung des Tauernbachs (rechts) in die Isel bei Matrei

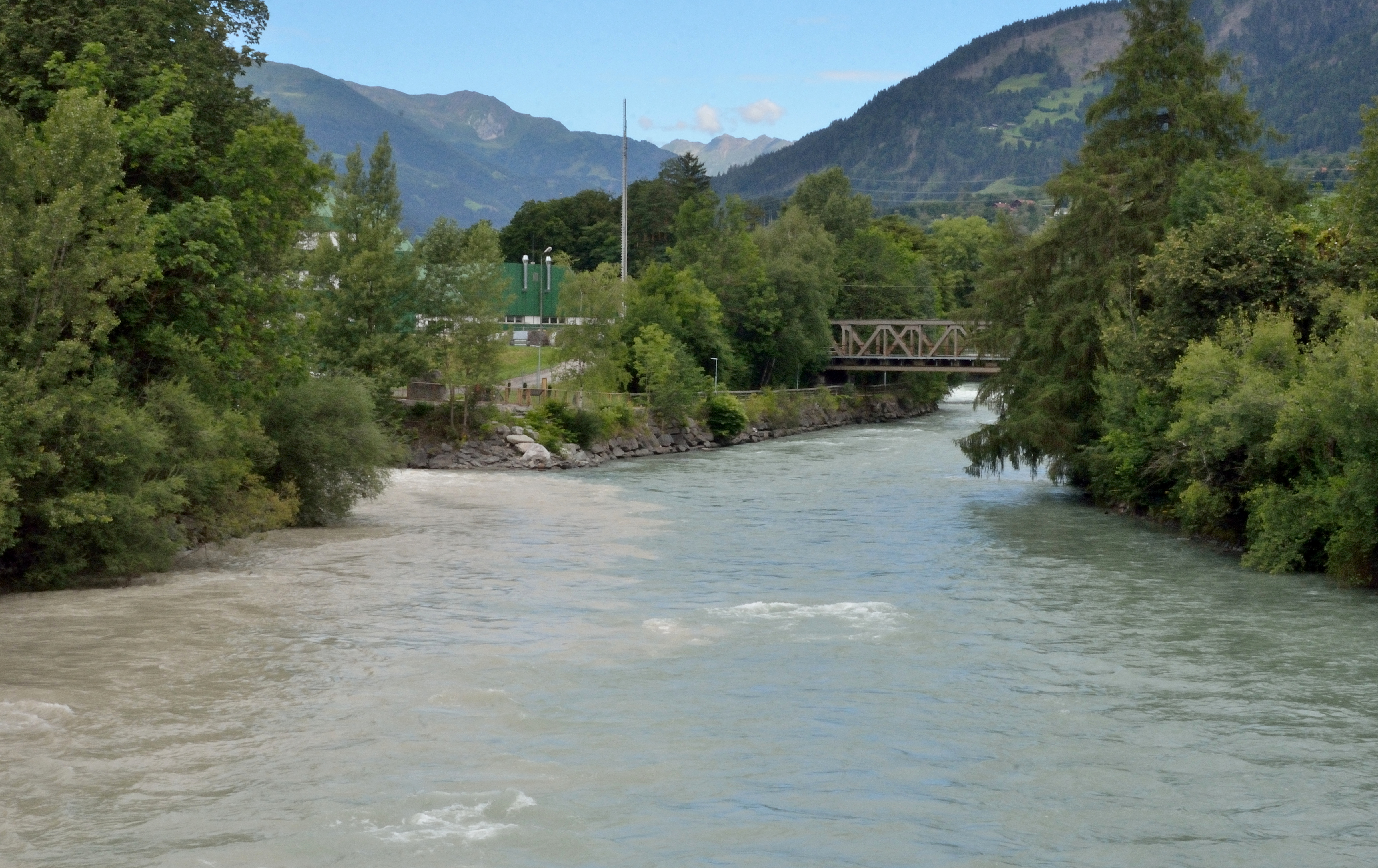
Zusammenfluss von kleinerer Drau (von links) und größerer Isel (von rechts) in Lienz

Die Isel entspringt im Talschluss des Umbaltals in einem Gletschertor des Umbalkeeses, das mit einer Oberfläche von etwa 5 km² den Hauptgletscher des Umbaltals in der Venedigergruppe der Hohen Tauern bildet. Nach dem Gletschertor bildet der Fluss einen kleinen See und fließt dann zunächst einige Kilometer in südöstlicher Richtung durch das scharf als Kerbtal eingeschnittene Umbaltal. Nach Osten führend überwindet die Isel anschließend mehrere Gefällstufen mit kleinräumigen Verebnungen, von denen die mehrstufigen Umbalfälle („Isel-Katarakte“) ein bekanntes und stark frequentiertes touristisches Ziel in den Hohen Tauern sind. Danach durchströmt die Isel das Virgental, das von West nach Ost bis in das Matreier Becken verläuft. Ausgehend von Ströden nimmt die Isel nun einen bogigen Verlauf, der durch die eingetiefte Bachsohle und Ausschotterungskegel bestimmt wird (Zwangsmäander). Eine weitere Steilstufe überwindet der Fluss beim Weiler Bobojach in der Iselschlucht, in deren Folge die Isel durch den Virgener Schwemmkegel an die rechte Talseite gedrängt wird. Nach einer kurzen Gefällstrecke erreicht die Isel schließlich das Matreier Becken, wo von Norden her der Tauernbach einmündet. Bis hierhin hat der Fluss über 1400 m Höhe überwunden.
Nun nach Südosten verlaufend erreicht die Isel nach einer in Kaskaden überwundenen Talstufe die Ortschaft Huben. Danach ist der Lauf der Isel wieder von Schwemmkegeln und Verbauungen geprägt. Im so genannten unteren Iseltal passiert der Fluss die Gemeinden St. Johann im Walde, Ainet und Oberlienz. Im Stadtgebiet von Lienz mündet die Isel mit einer mittleren Wasserführung von 38,8 m³/s in die Drau, die an dieser Stelle im Mittel nur 14,2 m³/s Wasser führt, die Drau wirkt hier ganzjährig wie ein kleiner Nebenfluss der Isel.

## Geschichte

### Etymologie
Nach der geläufigsten Deutung geht der Name Isel auf das keltische Wort ys (schnell, reißend) zurück. Nach einer anderen Interpretation steht allerdings ys gleichzeitig für hoch und tief und bezeichnet damit die Vertikale. Eine neuere Deutung bezieht sich auf eine hypothetische indogermanische Wurzel es oder is und leitet daraus eine generische Bezeichnung für „(fließendes) Wasser“ ab. Neben der Isel gehen in ganz Europa mehr als 200 Gewässernamen auf diesen Wortstamm zurück, weitere Beispiele sind die Issel/IJssel (Niederlande), die Isar (Deutschland) oder die Iser (Tschechien).

### Siedlungsgeschichte
Das von der Isel durchflossene Virgental und das Iseltal gehörten bereits früh zu den wichtigsten Siedlungsgebieten in Osttirol. Neben dem Hauptsiedlungsbereich Lienz (Aguntum) entwickelte sich im heutigen Gemeindegebiet von Virgen am Oberlauf der Isel ebenfalls ein Siedlungsschwerpunkt. Keramikfunde belegen hier die dauerhafte Anwesenheit von Menschen schon in der Jungsteinzeit. Danach entwickelte sich das obere Iseltal mit Schwerpunkt um Virgen in der Bronzezeit zum Hauptlieferanten von Erzen. Ein bei Welzelach ausgegrabenes Gräberfeld aus der späteren Hallstattzeit belegt die Bedeutung des Virgener Raumes auch in späterer Zeit. Lagen die Siedlungen im heutigen Bereich von Lienz noch auf Anhöhen, so wurde die antike Stadt Aguntum am Beginn der Römerzeit am durch Isel und Drau hochwassergefährdeten Talgrund des Lienzer Beckens errichtet. Die Römer nutzten so eine verkehrsgeographisch begründete Lagegunst am Kreuzungspunkt der Drautal-Straße mit der Straße durch das Iseltal. Nach dem Untergang des Römischen Reiches besiedelten die Slawen das Iseltal, wurden jedoch ab dem 8. Jahrhundert immer mehr von den bairischen Kolonisten verdrängt.

## Umwelt

### Fauna und Flora
Der Oberlauf (Umbaltal) der Isel ist bis zu einer Höhe von etwa 2.100 Metern großteils von Zwergstrauchheiden und alpinen Rasengesellschaften geprägt. Darunter finden sich oft almwirtschaftlich genutzte Flächen. Im Virgental wird unterhalb des Dauersiedlungsraumes fast ausschließlich das orografisch linksseitige Ufer landwirtschaftlich genutzt. Das rechte Ufer und der Bereich über dem Dauersiedlungsraum sind hingegen von Nadelwäldern dominiert. Da das unterhalb des Virgentals befindliche Matreier Becken intensiv landwirtschaftlich genutzt wird, sind die ursprünglichen Auwälder in diesem Bereich verschwunden. Am Unterlauf der Isel zwischen Huben und Lienz findet man wiederum, insbesondere an den weiten Schotterflächen der Ausschotterungsbecken, verschiedene Stadien der Auensukzession.
Im gesamten Verlauf der Isel gibt es keine künstlichen Hindernisse für wandernde Fische. Natürliche Hindernisse sind der Taleingang ins Virgental, die Schluchtstrecke vor Prägraten (Iselschlucht) oder die Umbalfälle. Der Oberlauf im Umbaltal weist zwar keine größeren Hindernisse mehr auf, jedoch ist hier ein Fischvorkommen sehr unwahrscheinlich. Im Oberlauf bis Matrei leben in der Isel insbesondere Regenbogenforellen, im Unterlauf sind es Forellen, Äschen und Huchen.

### Naturschutz

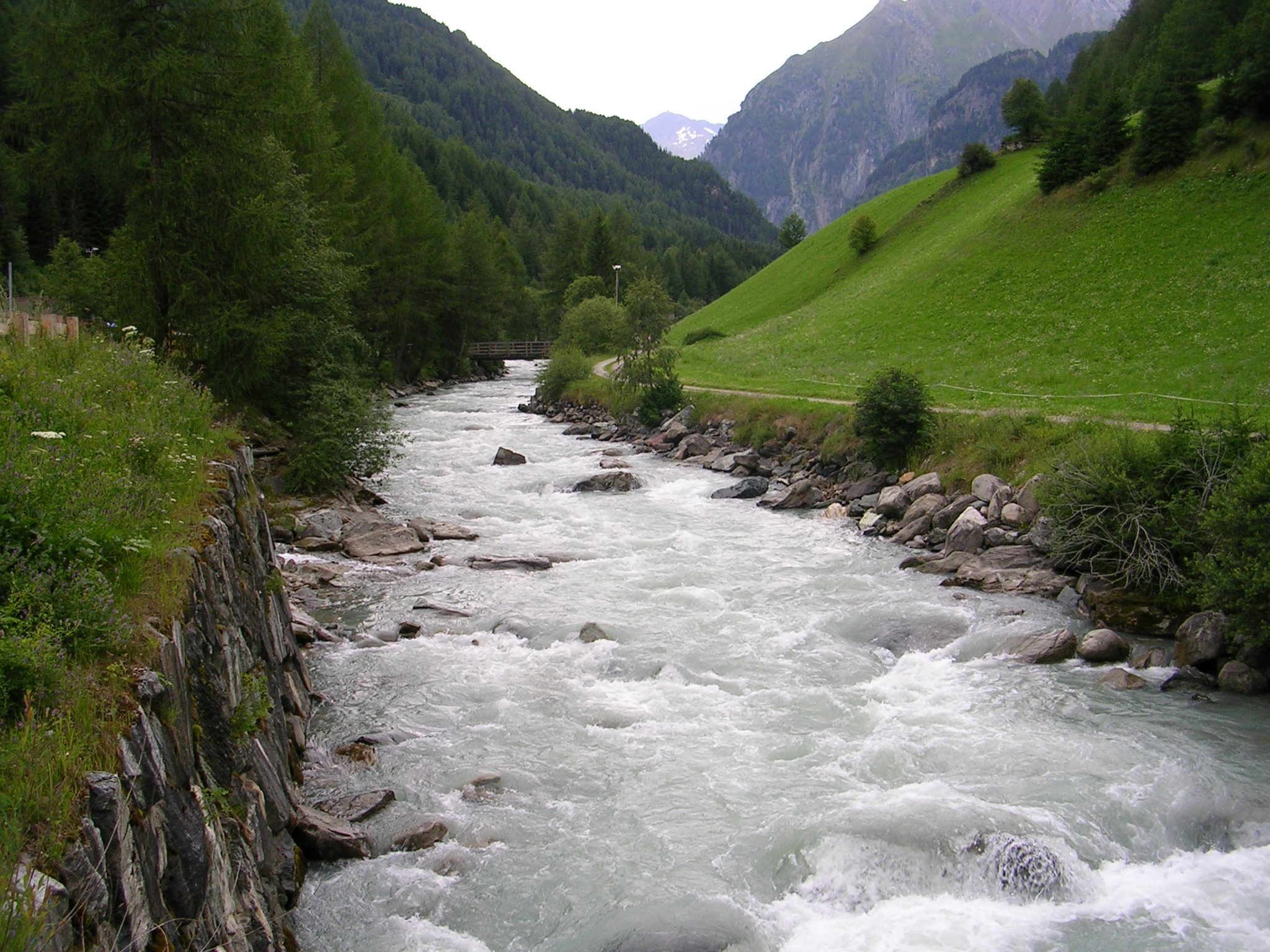
Die Isel bei Prägraten

Der Oberlauf der Isel liegt teilweise im Nationalpark Hohe Tauern, wobei die Umbalfälle im hinteren Virgental und der Oberlauf der Isel ab der Daberbachmündung in der Außenzone des Nationalparks liegen. Der oberste Teil des Umbaltals befindet sich schließlich in der Kernzone des Nationalparks. Unterhalb von Huben durchfließt die Isel mehrere Gewässerschutzzonen. Oftmals wurde bereits unter anderem vom Österreichischen Umweltdachverband, dem Alpenverein und dem Kuratorium Wald die Forderung aufgestellt, die Isel ins Schutzprogramm Natura 2000 aufzunehmen, zuletzt im August 2011. Begründet wird dieser Schritt insbesondere mit dem schützenswerten Vorkommen der Deutschen Tamariske. Da das Land Tirol bisher auf derartige Forderungen nicht reagiert hatte, urgierten Umweltschützer ein Mahnschreiben der EU an das Land Tirol. Seit Jänner 2013 ist bekannt, dass die EU-Kommission die Unterschutzstellung der Isel samt ihren Zubringern fordert und ein informelles Vorverfahren eingeleitet hat.
Aus der Sicht des Naturschutzes stellt die Isel auf Grund ihres, für Osttirol, einzigartigen Einzugsgebietes einen sehr seltenen Fließgewässerraumtyp dar. Das Land Tirol attestierte 80 % des Isel-Laufes eine hohe bis sehr hohe naturschutzfachliche Wertigkeit. Nur die Abschnitte innerhalb größerer Siedlungen sind geringer eingestuft.
Am 30. Juni 2015 hat die Tiroler Landesregierung die Nominierung des Laufs der Isel von den Umbalfällen bis zur Stadtgrenze von Lienz, des Oberlaufs der Schwarzach und des Kalser Baches als Natura-2000-Gebiet beschlossen.

### Uferzustand und Verbauungsmaßnahmen
Der Lauf der Isel wird über weite Strecken von Längsbauwerken (Blocksteinsicherungen) und Querbauwerken (Buhnen) begleitet. Dies gilt nicht für den Oberlauf mit den Umbalfällen. Ab Ströden (Hinterbichl) sind die Ufer durch Blocksteinsicherungen verbaut. Naturstrecken finden sich danach insbesondere innerhalb der Iselschlucht und unterhalb des Virgener Schotterkegels bis zum Taleingang am Matreier Becken. Blocksteinsicherungen sind auch für den Verlauf der Isel zwischen Matrei und Huben bestimmend. Zwischen Matrei und Lienz liegen aber auch Streckenabschnitte mit großzügig aufgeweiteter Sohle. Vor allem das rechte Ufer ist hier unverbaut geblieben und ist teilweise von Auwäldern gesäumt. Das linke Ufer ist großenteils durch Blocksteine gesichert, zudem begleitet ein asphaltierter Dammweg (Radweg) die Isel. Der Verlauf der Isel im Stadtgebiet von Lienz ist besonders rechts durch Ufermauerwerke hart verbaut, die die Isel kanalartig einengen. Das linke Ufer ist weitgehend durch Blocksteine und Buhnen gesichert.

### Gewässergüte
Die Isel verfügt im Oberlauf bis Virgen über eine ausgezeichnete Wasserqualität. Erst durch die Einleitung von Schmutzwasser im Bereich von Virgen, fällt die Gewässergüteklasse auf die II. Stufe. Zwischen Matrei und Huben erreicht die Isel wieder die höchste Wassergüte. Durch saisonale Schwankungen im Tourismus und die damit verbundene teilweise Überlastung der Kläranlage, verschlechtert sich die Güteklasse im folgenden Flussbereich auf II bis III. Im Mündungsbereich erreicht der Fluss schließlich wieder die biologische Güteklasse I. Da derzeit für den Bereich Hinterbichl, Prägraten und Virgen ein neuer Ortskanal errichtet wird, steht eine Verbesserung der Wasserqualität im Oberlauf in Aussicht.

## Wirtschaftliche und touristische Nutzung

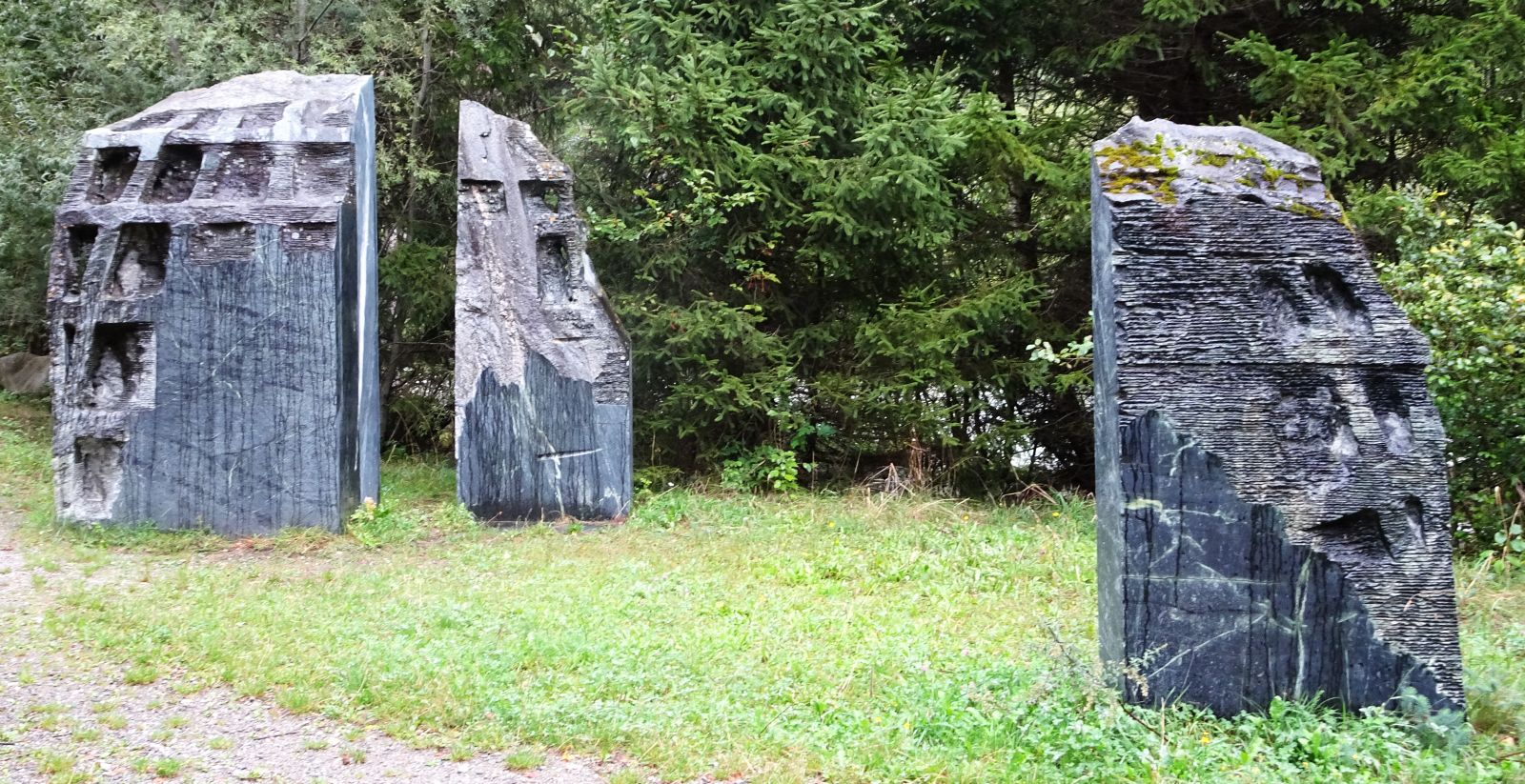
Skulpturen an der Isel

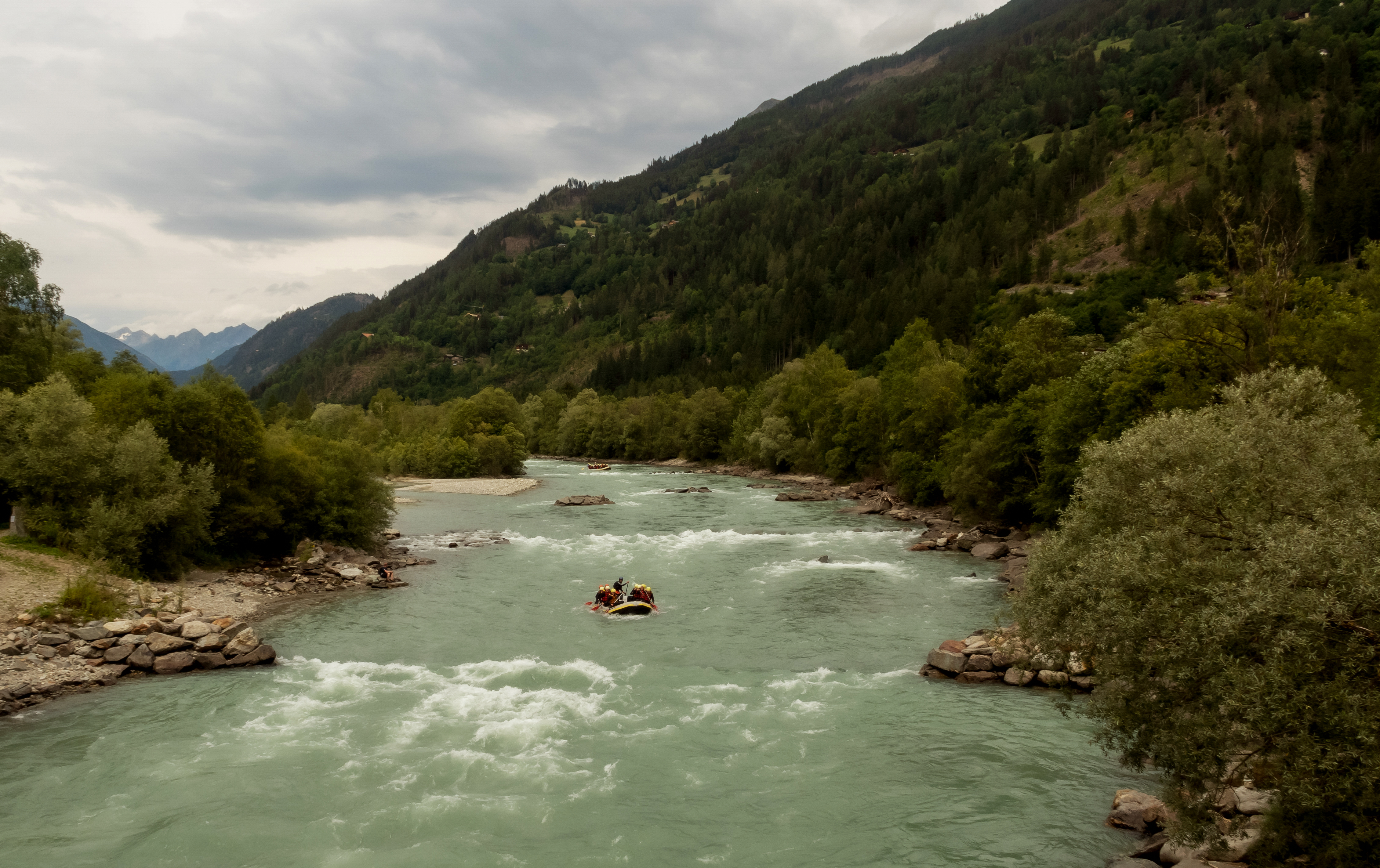
Rafting auf der Isel

Die Isel wird derzeit nicht energiewirtschaftlich genutzt, einzig an der Einmündung des Kalserbachs befindet sich ein Kraftwerk, das jedoch nur den Kalserbach nützt. Es gab jedoch im 20. Jahrhundert Pläne, eine Reihe von Zuflüssen der Isel in großem Maßstab energiewirtschaftlich zu nutzen – siehe dazu: Geschichte von Kals am Großglockner. Die weitere energiewirtschaftliche Nutzung des Flusses bzw. seiner Zuflüsse ist aktuell politisch umstritten. Zwar wurde die Planung des Pumpspeicherkraftwerkes Matrei-Raneburg, das auch eine Nutzung der Isel nahelegte, als auch die eines Kraftwerkes an der unteren Isel abgebrochen, jedoch gibt es seit 2011 Pläne, zur finanziellen Sanierung der angrenzenden Gemeinden ein Ausleitungskraftwerk an der oberen Isel (Virgental) zu errichten. Dagegen hat sich eine Bürgerinitiative gebildet.
Am 14. Juni 2012 gab es in Prägraten und Virgen eine Abstimmung über den „Bau und die Planung eines umweltverträglichen Kraftwerkes an der Isel“, die mehrheitlich für das Kraftwerk ausging, allerdings von mehreren Seiten umstritten wurde.
In Matrei wird momentan seitens der Gemeinde aufgrund von Finanznöten ausgehend von einem privaten Investor über ein Ausleitungskraftwerk nachgedacht.
Die Isel ist auf weiten Strecken ein beliebtes Gewässer für Wassersportarten wie Kanufahren, Wildwasserpaddeln und Rafting.  Außerdem wird der Fluss auf Grund seines Fischreichtums an vielen Stellen von Anglern genutzt. Der 29 km lange Iselradweg verbindet Matrei mit Lienz. Das Natursteinwerk Lauster veranstaltete in den 1990er-Jahren ein Steinbildhauersymposium, dessen Werke an der Isel aufgestellt wurden.

## Verschiedenes
- In Wien-Floridsdorf ist seit 1953 die Iselgasse nach dem Fluss benannt.